# WELCOME TO MY HOUSE (アルバム)
『WELCOME TO MY HOUSE』（ウェルカム トゥ マイ ハウス）は、チューリップの通算8枚目のアルバム。1977年8月5日発売。

## 解説
前作までは英国的なロックを目指しつつ、日本的でもある湿度の高い雰囲気を持たせたアルバムが続いていたが、このアルバムではどちらかというと米国的な乾いた雰囲気も含ませており、ロックとポップのバランスが取れた第1期の集大成的なアルバムになっている。
歌詞カードのタイトル、絵、歌詞の文字は長谷川法世によるものである（経緯は下記の『博多っ子純情』の欄を参照）。
また、ジャケット写真は、当時の活水女子大学12番校舎で撮影されたもの（ただし、許可は取っていなかったとメンバーは後年回想している）で、同名のシングルで用いられたものとは別ショットである。
なお、レコード版とカセット版とでも別ショットが用いられている。
2000年、『TULIP Anthology 1〜Rare Tracks〜』にこのアルバムのために制作した未発表曲『青春のエピローグ』、『未完ナンバー』（このアルバムのために付けたもので、本来はノンタイトル）が収録された。

## 収録曲
SIDE A
1. WELCOME TO MY HOUSE
  - 作詞：Bert.T／作曲：財津和夫　編曲：チューリップ　ボーカル：財津和夫
  - 同年11月にシングルカットされた曲だが、プロローグSE（オルゴール→靴音→咳払い→ノック）が加わっており、シングルとは別バージョンである。
  - 2018年のツアーでは最初の曲に選曲され、上記のSEから演奏がはじめられた。
  - その他の事項はシングルのページを参照。
2. 僕はライオン
  - 作詞／作曲：財津和夫　編曲：チューリップ　ボーカル：財津和夫
  - シュープリームスの「恋はあせらず」をそのまま引用し、サビ部分が息継ぎなしで歌われる。
3. 博多っ子純情
  - 作詞：安部俊幸／作曲：姫野達也　編曲：チューリップ　ボーカル：姫野達也
  - ファンの間で根強い人気を誇り、ライブでも多く取り上げられている楽曲。ライブでは、キーを下げて演奏されている（Eマイナー→Dマイナー）。
  - 歌詞には『山笠』、『中洲』などの博多の風物詩が散りばめられている。全く違う内容ではあるが、同名の漫画から曲名を取っており、使用に際しては財津が漫画原作者の長谷川法世に直談判して許諾を得た[2]。また、この縁がきっかけとなり、上記の通り、アルバムの随所に長谷川による文字や絵が使用されることとなった。
  - 後に漫画内、しかもクライマックスで使用されたことについて、安部は「とんでもなく嬉しかった」とコメントしている。
  - 弘兼憲史の『島耕作』シリーズでは、詞が使われている。
  - 姫野はビートルズの『ミッシェル』をイメージして作成しており、フランスの香りが漂うようなメロディを織り込んだ。また、当初、この歌詞の出来上がりに多少の違和感を持っていたが、曲の完成後に評価を改めたという。
4. セクシー・ペティキュア
  - 作詞／作曲：安部俊幸　編曲：チューリップ　ボーカル：安部俊幸
  - 安部には珍しいロック色の強いアップテンポな曲。
  - 1980年に鈴蘭高原で行われたライブイベントでこの曲を演奏して以降、安部がライブでメインボーカルをとることがなくなった。  
その後、再びチューリップのライブでメインボーカルをとるのは、その20年後の2000年で、カバー曲の『MY BONNIE』だった（ツインボーカルや、一部のパートのみのボーカルはあり）。その後、2012年の『思えば遠くへ来たものだ』が最後にメインボーカルを取った曲となった。
  - アウトロ部分のフェードアウトが次の『二人の道』のイントロのフェードインに被せられている。
5. 二人の道
  - 作詞／作曲：姫野達也　編曲：チューリップ　ボーカル：姫野達也
  - 姫野は後の自身のソロライブで、『ある昼下がり』を唯一の作詞曲と紹介してしまったことがある。
  - ノンストップで次の『置いてきた日々』のイントロに繋がっている。
6. 置いてきた日々
  - 作詞／作曲：財津和夫　編曲：チューリップ　ボーカル：財津和夫
  - 同年11月に『WELCOME TO MY HOUSE』がシングルカットされた際のカップリング曲。
  - 昔を懐かしむ内容の曲で、解散後のソロライブや再結成後もしばしばライブ演奏されている。
  - 2005年のツアーでは選曲されていなかったが、元メンバーの高橋裕幸が逝去した直後に行われた公演に限り演奏された。
7. 遠い灯
  - 作詞／作曲：財津和夫　編曲：チューリップ　ボーカル：財津和夫

SIDE B
1. たしかな愛
  - 作詞／作曲：財津和夫　編曲：チューリップ・乾裕樹　ボーカル：財津和夫
  - 壮大なストリングスをバックにつけたラブソング。
  - これまでチューリップとしてオリジナルメンバーでストリングスのイントロ付でライブ演奏はある。財津のソロでも演奏されている。
2. 夏に別れを
  - 作詞：安部俊幸・補作詞：財津和夫・吉田彰／作曲：安部俊幸　編曲：チューリップ　ボーカル：安部俊幸
  - 発表直後のテレビ出演時では、決して放送時間が長い訳ではなかったが、トリにこの曲を披露した。
  - 安部の逝去後に行われた初めてのツアーでは、追悼の意を込めて愛用のギターを舞台上に置き、メンバーが交代でボーカルをとりながら演奏された。
3. 新しい夜だから
  - 作詞／作曲：財津和夫　編曲：チューリップ　ボーカル：財津和夫
  - シングル曲として制作されたが、シングルとしては弱いとダメ出しを受けてしまった曲。
  - 結果として『ブルー・スカイ』が制作されるきっかけとなった曲でもある。
4. たった一度のドライバー
  - 作詞／作曲：上田雅利　編曲：チューリップ　ボーカル：上田雅利
5. ぼくが愛した犬 どんパ
  - 作詞／作曲：財津和夫　編曲：チューリップ　ボーカル：財津和夫
  - 財津が幼少期に飼っていた、目の辺りの毛並みがヨークシャーテリアに似た雑種犬「クマ」に送った曲。
  - 「クマ」の歌を作るため歌詞を書いていたとき「熊」を飼っていたと間違えられないよう、劇中名で「どんパ」と名付けられた。
  - アウトロ部分は一旦フェードアウトしたのち、伴奏のみ再度フェードインする。
6. 人生の始まり
  - 作詞／作曲：財津和夫　編曲：チューリップ　ボーカル：財津和夫
  - たびたび描かれる財津の人生観についての楽曲。
  - フェードアウト後にスコット・ジョプリンの『ジ・エンターテイナー』のオルゴールを逆再生したものが一部分だけ流れる。

## クレジット
SHOO KUSANO - SHINKO PRODUCTIONS
ALL SONGS COMPOSED, ARRANGED & PLAYED BY TULIP
except A-7 SYNTHESIZER PLAYED, B-1 STRINGS ARRANGED BY HIROKI INUI
ART DIRECTION - TAKUYA OHNO
PHOTOGRAPHY - TAMJIN
ENGINEER – PRETTY ITOH
ASSISTANT – SMILE YAMAGUCHI. SUPER KAWAMURA
SUPERVISION – SHIRO NISHIDA
MANAGEMENT – RYOZO ONO. MASAYUKI SEO
RECORDED AT TOSHIBA – EMI STUDIOS
PRODUCED BY KAZUNAGA NITTA
Special thanks to – HOSEI HASEGAWA for making our lyric sheet look good with his drawing and lettering. 
Mrs. HASEGAWA for our all-night movie tickets. “BLAZING MAGNUM” was far-out!
BERT. T. for teaching us intensive English in nine hours and the Dustin Hoffman speech.
OSAMI SHIOSE for the walking dictionary.
dog bark – TOSHIYUKI ABE (on all fours) lion roar and cat’s meow – KAZUO ZAITSU
cover photograph taken at Kassui Tandai, Nagasaki.
special appearance by “Honest” Kurobei (pictured on cover next tree)
I decicate this record to sexy-lady cops throughout the country.

## 発売履歴
| 発売日         | レーベル                   | 規格 | 規格品番   | 備考                                            |
| -------------- | -------------------------- | ---- | ---------- | ----------------------------------------------- |
| 1977年8月5日   | 東芝EMI / EXPRESS          | LP   | ETP-72265  |                                                 |
| 1977年8月5日   | 東芝EMI / EXPRESS          | CT   | ZA-1649    |                                                 |
| 1993年4月7日   | 東芝EMI / EXPRESS          | CD   | TOCT-6969  | Sound Graffiti 音蔵/OTOGRAシリーズ。初CD化。    |
| 2001年11月28日 | ユニバーサルミュージック   | CD   | TOCT-10799 | デジタルリマスタリング。                        |
| 2007年5月30日  | ビクターエンタテインメント | CD   | VICL-62392 | デビュー35周年特別価格版。                      |
| 2008年7月2日   | ビクターエンタテインメント | CD   | VICL-62850 | 紙ジャケット仕様、24bitデジタルリマスタリング。 |
| 2008年7月2日   | ビクターエンタテインメント | 配信 |            |                                                 |